# Vetelské rybníky
Vetelské rybníky este o arie protejată (arie specială de conservare — SAC, sit de importanță comunitară — SCI) din Republica Cehă întinsă pe o suprafață de 45,05 ha, integral pe uscat.

## Localizare
Centrul sitului Vetelské rybníky este situat la coordonatele 49°31′50″N 15°56′27″E / 49.530556°N 15.940833°E.

## Înființare
Situl Vetelské rybníky a fost declarat sit de importanță comunitară în aprilie 2005 pentru a proteja 1 specie de animale. Situl a fost protejat și ca arie specială de conservare în iulie 2012.

## Biodiversitate
Situată în ecoregiunea continentală, aria protejată nu include niciun habitat protejat.
La baza desemnării sitului se află o specie protejată de  amfibieni: buhai de baltă cu burta roșie (Bombina bombina).